# جعاروت (شبام)

تعديل مصدري - تعديل

جعاروت هي إحدى قرى عزلة شبام بمديرية شبام التابعة لمحافظة حضرموت، بلغ تعداد سكانها 30 نسمة حسب تعداد اليمن لعام 2004.